# Euptera ginettae
Euptera ginettae is een vlinder uit de familie Nymphalidae. De wetenschappelijke naam is voor het eerst geldig gepubliceerd in 2005 door Michel Libert.

## Type
- holotype: "female, IX.2001. R. Ducarme"
- instituut: MRAC, Tervuren, België
- typelocatie: "République démocratique du Congo, prov. Oriëntale, Biakatu, 1050 m"